# Jay Timo
Jay Timo (16 oktober 1982) is een Tuvaluaans voetballer die uitkomt voor Nauti.
Jay deed in 2007 mee met het Tuvaluaans voetbalelftal op de  Pacific Games 2007 waar hij vier wedstrijden speelde. En in 2011 deed hij mee met het national Volleybalteam bij de Pacific Games 2011.